# الخبزة (مسرحية)
الخبزة مسرحية جزائرية، أشتهرت في سبعينيات القرن العشرين وهي من كتابة عبد القادر علولة.

## ملخص
عالجت مشكلة المجاعة، وتبدأ باستخدام تقنية الراوي الذي يقدم شخصية "السي علي": «كان السي علي في الحرفة كاتب هام في السن قريب يلحق ستين عام، حنين كريم، شعبي معروف قلبه واسع ويحسن العون والظروف، خبزتها منيطها من الحروف، كان السي علي كاتب هام، المحل ضيق، والقلم قدام أفعاله الطيبة تشهد يوم القيامة»